# IP via pombo-correio

Um pombo-correio pode transferir um endereço do protocolo de Internet.

Na rede de computadores, IP via pombo-correio (ou IP over Avian Carriers em inglês, mais conhecido pela sigla IPoAC) é uma rede humorística para transferir protocolo de Internet por um pássaro da família Columbidae.
O projeto foi inicialmente descrito na RFC 1149, a (Request for Comments) emitido por D. Waitzman e lançado no Dia da Mentira de 1990. Depois Waitzman descreveu um melhoramento no protocolo do RFC 2549, IP over Avian Carriers with Quality of Service, em 1 de abril de 1999. Depois, no RFC 6214 lançado em 1 de abril de 2011, e treze anos após o IPv6, Carpenter e Hinden publicaram Adaptation of RFC 1149 for IPv6 (em português Adaptação do RFC 1149 para o IPv6).
IPoAC foi implantado com sucesso, mas apenas nove pacotes de informação, com uma razão de packet loss de 55% e um delay de resposta de 3000 segundos (algo em torno de 54 minutos) a 6000 segundos (algo em torno de 1,77 horas), o que mostra que um problema desta tecnologia é a sua latência. Porém a IPoAC pode alcançar picos de largura de banda em algumas ordens de magnitude maior do que a internet quando se utiliza múltiplos pombos-correio em áreas rurais, onde o sinal da internet convencional é tradicionalmente mais baixo. Assim por exemplo, se 16 pombos-correio transmitem 8 Secure Digital Cards de 32gb cada, e levar uma hora para chegar ao destino, a vazão média do sistema de 9320Mb/s, não considerando a transferência da informação dos (e para os) cartões.
Em 28 de abril de 2001, IPoAC foi implementado de facto em Bergen, Noruega, por um grupo de pesquisadores do Linux. Eles enviaram nove pacotes por uma distância de aproximadamente cinco quilômetros (ou três milhas), cada um carregado individualmente por um pombo e contendo um ping (ICMP Echo Request), e receberam quatro respostas.
```
Script started on Sat Apr 28 11:24:09 2001
vegard@gyversalen:~$ /sbin/ifconfig tun0
tun0      Link encap:Point-to-Point Protocol
          inet addr:10.0.3.2  P-t-P:10.0.3.1  Mask:255.255.255.255
          UP POINTOPOINT RUNNING NOARP MULTICAST  MTU:150  Metric:1
          RX packets:1 errors:0 dropped:0 overruns:0 frame:0
          TX packets:2 errors:0 dropped:0 overruns:0 carrier:0
          collisions:0
          RX bytes:88 (88.0 b)  TX bytes:168 (168.0 b)

vegard@gyversalen:~$ ping -c 9 -i 900 10.0.3.1
PING 10.0.3.1 (10.0.3.1): 56 data bytes
64 bytes from 10.0.3.1: icmp_seq=0 ttl=255 time=6165731.1 ms
64 bytes from 10.0.3.1: icmp_seq=4 ttl=255 time=3211900.8 ms
64 bytes from 10.0.3.1: icmp_seq=2 ttl=255 time=5124922.8 ms
64 bytes from 10.0.3.1: icmp_seq=1 ttl=255 time=6388671.9 ms

--- 10.0.3.1 ping statistics ---
9 packets transmitted, 4 packets received, 55% packet loss
round-trip min/avg/max = 3211900.8/5222806.6/6388671.9 ms
vegard@gyversalen:~$ exit

Script done on Sat Apr 28 14:14:28 2001

```